# Förintelsen i Belarus

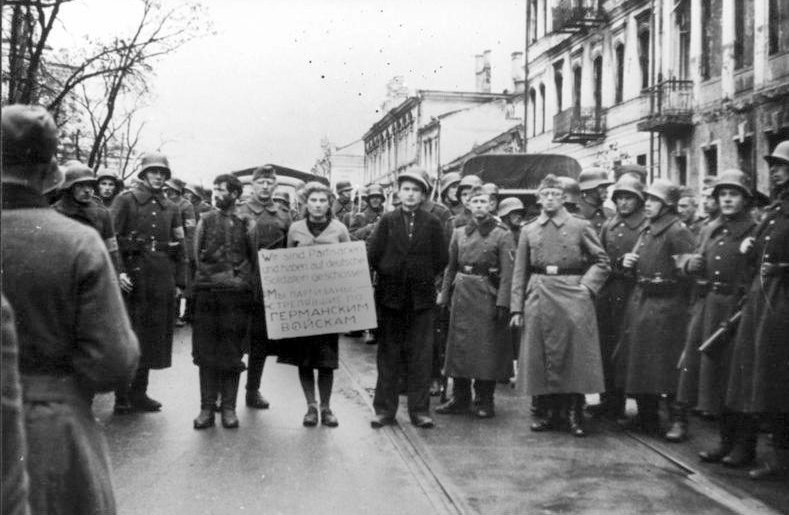
Minsk den 26 oktober 1941. Masja Bruskina, Kiril Trus och Volodja Sjtjerbatsevitj förs till avrättningsplatsen. Plakatet Masja Bruskina bär om halsen har text på tyska och ryska: ”Vi är partisaner och har skjutit mot tyska soldater”.

Förintelsen i Belarus syftar på den fysiska utrotningen av judar, romer, partisaner, politruker och andra, för den nazistiska ockupationsmakten, misshagliga personer i Belarus under andra världskriget. Enligt beräkningar mördades omkring 800 000 judar i Vitryska SSR mellan 1941 och 1945 vilket motsvarade närmare 90% av alla judar i den belarusiska sovjetrepubliken.
Nazisterna deporterade omkring 380 000 personer för tvångsarbete i Tyskland och mördade hundratusentals civilpersoner. Fler än 5 200 byar skövlades och drygt 200 städer förstördes.
Som ett resultat av tysk utrotningspolitik, sovjetiska deportationer och massflykt från Vitryska SSR förlorade Belarus hälften av sin totala befolkning under andra världskriget. Befolkningen återhämtade inte sin förkrigsnivå förrän 16 år efter kriget, år 1971.

## Generalplan Ost
Tysklands Führer Adolf Hitler hade intentionen att bereda livsrum åt etniska tyskar i de östliga territorierna.